# 살렘 알다우사리
살렘 모함메드 샤피 알다우사리(아랍어: سالم محمد شافي الدوسري, Salem Mohammed Shafi Al-Dawsari, 1991년 8월 19일 ~ )는 사우디아라비아의 축구 선수로 현재 알힐랄 SFC에서 미드필더로 뛰고 있다.

## 선수 경력

### 클럽
2011년 알힐랄 SFC 입단 후 스페인 라리가의 비야레알 CF에서 임대 선수로 활동한 2018년을 제외하고는 한팀에서만 306경기 55골을 터뜨리며 리그 5회 우승 및 4회 준우승, 사우디아라비아 국왕컵 3회 우승, 사우디아라비아 크라운 프린스컵 3회 우승 및 2회 준우승, 사우디 슈퍼컵 2회 우승 및 2회 준우승, 2014년 AFC 챔피언스리그 준우승, 2017년 AFC 챔피언스리그 준우승, 2019년 AFC 챔피언스리그 우승, 2018-19년 아랍 클럽 챔피언십 준우승, 2019년 FIFA 클럽 월드컵 4위, 2021년 AFC 챔피언스리그 우승, 2021년 FIFA 클럽 월드컵 4위 등의 굵직한 성과들을 남겼지만 우라와 레즈와의 2017년 AFC 챔피언스리그 결승전에서 후반 33분경 경고 누적으로 퇴장당하며 아쉬움을 삼켰다.

### 국가대표팀
2011년 사우디아라비아 성인대표팀 첫 합류 이후 이듬해인 2012년 1월 29일 2011년 AFC 아시안컵 준우승팀인 호주와의 2014년 FIFA 월드컵 아시아 지역 3차 예선 D조 최종전에서 국제 A매치 데뷔골을 선제골로 장식했지만 팀은 2-4로 패하며 최종 예선 진출이 좌절되었다.
그러나 2014년 아라비안 걸프컵에서 1득점을 기록하며 팀의 준우승에 일조했고 이집트와의 2018년 FIFA 월드컵 A조 최종전에서는 1-1로 팽팽히 맞서던 후반 종료 직전 극적인 결승골을 터뜨리며 1994년 대회 벨기에전 1-0 승리 이후 24년만의 사우디의 월드컵 본선 승리에 기여한 것은 물론 양팀을 통틀어 8.7점이라는 높은 평점을 받았으며 이듬해에 열린 아라비안 걸프컵에서도 팀의 준우승을 이끌었다.
이후 코로나19 범유행으로 1년 미뤄진 2020년 하계 올림픽에 사우디 U-23 대표팀의 와일드카드로 출전하여 코트디부아르와의 D조 조별리그 첫 경기에서 동점골을 터뜨렸지만 팀의 3전 전패를 막지 못했다.
그러나 1년 후 2022년 FIFA 월드컵 본선 엔트리에 합류하여 11월 22일 열린 C조 조별리그 1차전에서 월드컵 2회 우승국이자 2021년 코파 아메리카 챔피언인 거함 아르헨티나를 상대로 후반 8분 극적인 역전 결승골을 터뜨리며 팀의 2-1 승리에 기여함과 동시에 아르헨티나의 A매치 37경기 연속 무패 행진을 저지시켰고 멕시코와의 조별리그 최종전에서는 0-2로 지고 있던 후반 추가시간에 만회골을 터뜨리며 멕시코의 8회 연속 16강 진출을 저지함과 동시에 1978년 FIFA 월드컵 이후 멕시코에 44년만의 월드컵 조별리그 탈락의 굴욕을 선사했다.

## 수상 내역

### 클럽
알힐랄 SFC
- 사우디 프로페셔널리그 : 우승 (2016-17, 2017-18, 2018-19, 2019-20, 2020-21), 준우승 (2012-13, 2013-14, 2015-16, 2018-19)
- 사우디아라비아 국왕컵 : 우승 (2015, 2017, 2019-20)
- 사우디아라비아 크라운 프린스컵 : 우승 (2011-12, 2012-13, 2015-16), 준우승 (2013-14, 2014-15)
- 사우디아라비아 슈퍼컵 : 우승 (2015, 2018), 준우승 (2016, 2020)
- AFC 챔피언스리그 : 우승 (2019, 2021), 준우승 (2014, 2017)
- 아랍 클럽 챔피언십 : 준우승 (2018-19)
- FIFA 클럽 월드컵 : 4위 (2019, 2021)

### 국가대표팀
사우디아라비아
- 아라비안 걸프컵 : 준우승 (2014, 2019)

### 개인
- 국제축구역사통계연맹 선정 올해의 AFC 남자팀 : 2020
- 국제축구역사통계연맹 선정 10년 AFC 남자팀 : 2011-2020